# جورج ريبلي
جورج ريبلي (بالإنجليزية: George Ripley)‏ هو مؤلف وصحفي وكاتب أمريكي، ولد في 3 أكتوبر 1802 في غرينفيلد في الولايات المتحدة، وتوفي في 4 يوليو 1880 في نيويورك في الولايات المتحدة.

## وصلات خارجية
- جورج ريبلي على موقع الموسوعة البريطانية (الإنجليزية)